# Tuulos
Tuulos (Zweeds: Tulois) is een voormalige gemeente in de Finse provincie Zuid-Finland en in de Finse regio Kanta-Häme. In 2009 werd deze evenals Hauho, Lammi, Renko en Kalvola bij de stad Hämeenlinna gevoegd. 
De gemeente had een oppervlakte van 158 km² en telde 1623 inwoners in 2007.